# Georg von Eisenhart-Rothe

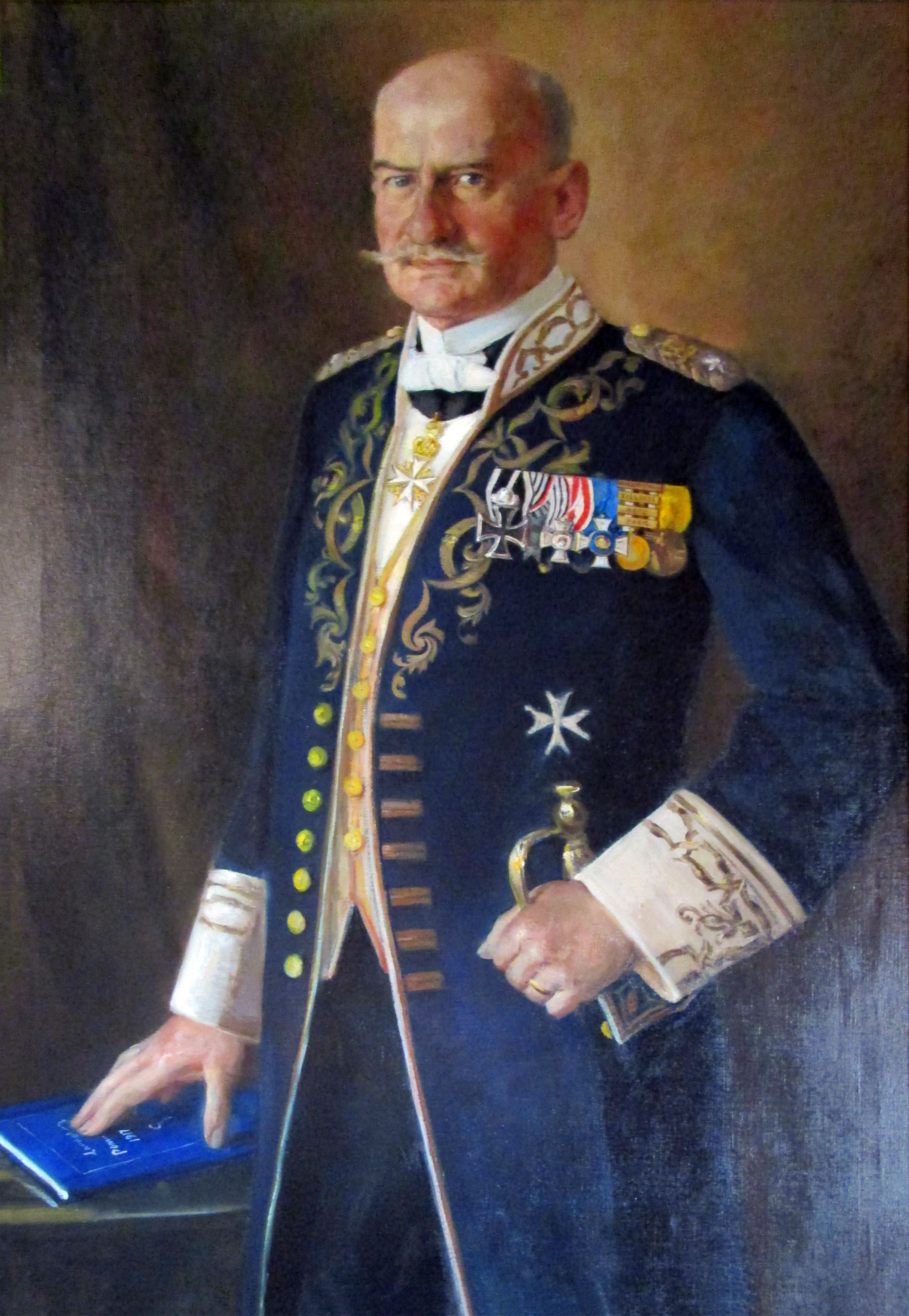
Georg von Eisenhart-Rothe als Generallandschaftsdirektor 1918–1931 – Gemälde im Museum Stettin

Georg Emil Ferdinand Karl von Eisenhart-Rothe (* 29. Mai 1849 in Lietzow, Kreis Regenwalde; † 29. August 1942 ebenda) war ein deutscher Politiker.

## Familie
Er entstammte der märkischen Familie Eisenhart, die im Jahr 1706 in Beeskow erwähnt wurde und deren Namensführung „Eisenhart-Rothe“ im Februar 1835 genehmigt wurde, und war der Sohn des Gutsbesitzers und Landschaftsdirektors Ferdinand von Eisenhart-Rothe (1815–1880), Gutsherr auf Lietzow, und der Emilie von Loeper (1824–1917). Der zeitweilige Landwirtschaftsminister Paul von Eisenhart-Rothe und der Oberpräsident Hans von Eisenhart-Rothe waren seine Brüder, ebenso der Landrat Lukas von Eisenhart-Rothe (1859–1924) sowie Oberst Sigismund von Eisenhart-Rothe (1860–1918).
Eisenhart-Rothe heiratete am 20. Juni 1882 auf Gut Wundichow (Landkreis Stolp, Pommern) Anna von der Marwitz (* 21. Juni 1860 auf Gut Wundichow; † 28. Juni 1955 in Bliestorf bei Kastorf, Herzogtum Lauenburg), die Tochter des königlich preußischen Hauptmanns Adalbert von der Marwitz, Gutsherr auf Wundichow und Klein-Nossin (beide Gemeinde Schwarz Damerkow), und der Maria Henrichsdorf. Sein Neffe war der königlich preußische Generalmajor und frühere Schutztruppenoffizier in Deutsch-Ostafrika, Paul von Lettow-Vorbeck (1870–1964). Das Paar hatte mehrere Kinder:
- Katharina Marie Emilie (* 28. April 1883; † 18. August 1963) ⚭ 1903 Georg Henning von Puttkamer (* 29. März 1872; † 8. Januar 1937)  Herr auf Neuhof
- Friedrich Ferdinand Adalbert (* 17. August 1884; † 27. August 1963), Oberst, ⚭ 1912 Margaretha Elisabeth Anna Marie Luise Henny von Keudell (* 30. August 1891), Tochter von Alexander von Keudell
- Anna Wera (1886–1887)
- Ernst Georg Viktor Sigismund (* 25. September 1890), Generalmajor
- Maria Anna Wera (* 25. September 1890; † 23. Januar 1948) ⚭ 1913 Eckhart von Bonin (* 2. April 1877; 3. November 1961), Rittmeister, Leg. - Rat; geschieden 1927

## Leben
Eisenhart-Rothe war Jurist, als er 1869 in die preußische Armee eintrat, die er erst im Jahr 1881 als Rittmeister wieder verließ, um nach dem Tod seines Vaters (1880) als Gutsherr auf Lietzow sein Erbe anzutreten. Von 1892 bis 1913 war er als Abgeordneter des Wahlkreises Regierungsbezirk Stettin 5 (Naugard – Regenwalde) Mitglied des Preußischen Abgeordnetenhauses für die Deutschkonservative Partei. 1918 war er noch kurz Mitglied des Preußischen Herrenhauses. Von 1918 bis 1931 war er Generallandschaftsdirektor der Pommerschen Landschaft. Eisenhart-Rothe war Rechtsritter des Johanniterordens.